# Ilúvatarova djeca
Ilúvatarova djeca je skupno ime za rase vilenjaka i ljudi u Međuzemlju, izmišljenom svijetu J. R. R. Tolkiena. Naziv Ilúvatarova djeca prijevod je kvenijske složenice Híni Ilǘvataro, nazivaju se još i Djeca, Zemljina djeca, Djeca svijeta. Stvorio ih je Eru Ilúvatar, Jedini bog, bez sudjelovanja Ainura.
Pripovijest o njihovu stvaranju je u Quenta Silmarillionu.
Vilenjaci se kvenijski zovu još i Minnónar ("Prvorođeni"), a Ljudi su Apanónar ("Poslije rođeni") jer su se vilenjaci probudili prvi kraj vodā Cuiviénena dok su se ljudi probudili tek mnogo kasnije s prvim izlaskom Sunca u Prvom dobu.
Iako su obje rase Ilúvatarove djece po mnogočemu slične ipak se razlikuju u nekim pogledima. Vilenjaci nisu vezani za Ardu, besmrtni su i nitko osim Ilúvatara ne zna što je njihova sudbina nakon svršetka svijeta, dok je Ilúvatarov dar ljudima smrt, a Valari drže da će se na kraju pridružiti "Drugom pjevu Ainura". Vilenjaci su prva rasa, a ljudi su, osim možda Hobita posljednja rasa koja se pojavila u Međuzemlju.